# Homa FC
El Homa FC (en persa: هما‎, Hema) es un equipo de Fútbol de Irán que juega en la Liga Provincial de Terán, quinta división nacional; y también formó parte de la Copa Takht Jamshid, la desaparecida primera división nacional.

## Historia
Fue fundado en el año 1962 en la capital Terán con el nombre Guard FC como equipo ligado a Iran Air; y posteriormente pasa a llamarse Homa FC durante los años 1970, periodo en el que consigue un tercer lugar nacional en 1974 y un subcampeonato en 1975.
Luego de la revolución iraní en 1979 regresa a la liga provincial, liga en la que ha estado en varias ocasiones con excepción de mediados de los años 1990 y años 2010 donde pasó entre la segunda y cuarta división nacional.

## Palmarés
- Liga Provincial de Terán: 3

1973/74, 1981/82, 1996/97

## Jugadores

### Jugadores destacados
- Nasser Nouraei
- Hamid Alidoosti
- Alireza Azizi
- Habib Khabiri
- Hassan Nayebagha
- Alireza Khorshidi
- Gholam Reza Nouraei
- Jafar Nouri
- Hossein Fadakar
- Ali Asghar Gollabdouz
- Mahmoud Sajjadi
- Mohammad Reza Ghorbani
- Ahmad Sanjari
- Sahameddin Mirfakhraei
- Naeim Safari
- Farshad karami
- Ahmad Sajjadi
- Ali Sajjadi
- Habib Alizadeh
- Barghamadi
- Arian Zarrinfar